# Vili Črv
Vili Črv, slovenski smučarski tekač, * 19. februar 1999, Kranjska Gora.
Črv je za Slovenijo nastopil na zimskih olimpijskih igrah leta 2022 v Pekingu, kjer je dosegel 14. mesto v štafeti 4 × 10 km, 16. mesto na ekipnem šprintu, 42. mesto v šprintu in 69. na 15 km. Prvič je nastopil na svetovnih prvenstvih leta 2021, ko je dosegel 19. mesto v ekipnem šprintu, 48. mesto v šprintu in 76. na 15 km. V svetovnem pokalu je debitiral 20. januarja 2018 na tekmi v Planici s 69. mestom. 13. decembra 2020 je s 61. mestom na tekmi na 15 km v Davosu prvič osvojil točke svetovnega pokala.
Tudi njegov brat Benjamin je smučarski tekač.